# فرودگاه بورن
فرودگاه بورن (به انگلیسی: Bourn Airport) یک فرودگاه خصوصی است که یک باند فرود آسفالت دارد و طول باند آن ۵۶۸ متر است. این فرودگاه در شهر کمبریج کشور انگلستان قرار دارد و در ارتفاع ۶۹ متری از سطح دریا واقع شده‌است.